# Paulus Wilhelmus Bosch van Drakestein
Paulus Wilhelmus Bosch van Drakestein, heer van Drakestein en De Vuursche, (Utrecht, 13 november 1771 – aldaar, 17 april 1834) was een Nederlandse landeigenaar en politicus.

## Familie
Bosch was lid van de familie Bosch en een zoon van de koopman Theodorus Gerardus Bosch (1726-1802) en Cornelia van Bijleveld (1746-1823). In 1829 werd hij verheven in de Nederlandse adel.  Hij trouwde in 1797 met Henriëtte Hofmann (1775-1839). Uit dit huwelijk werden negen kinderen geboren, onder wie jhr. mr. Frederik Lodewijk Herbert Jan Bosch van Drakestein.
Paulus Wilhelmus Bosch kocht in 1806 Drakestein en noemde zich vervolgens Bosch van Drakestein. In het begin van hun huwelijk woonde het echtpaar Bosch op Voorstraat 85-87 te Utrecht. Vanaf circa 1812 woonde het gezin Bosch op Janskerkhof 17 te Utrecht.

## Loopbaan
Bosch studeerde Romeins en hedendaags recht. Hij was vroedschap (1808-), adjunct-maire (1811) en maire van Utrecht (1812-1813) en van 1814 tot 1834 lid van de Provinciale Staten van Utrecht.
Bosch overleed op 62-jarige leeftijd.
- International Standard Name Identifier: 0000 0003 9432 6855
- Nederlandse Thesaurus van Auteursnamen: 308374983
- Virtual International Authority File: 288780513
- WorldCat: E39PBJk4yXJdphxc3Dy9t4v8md